# Dixa quinta
Dixa quinta är en tvåvingeart som beskrevs av Friedrich Wilhelm Martini 1931. Dixa quinta ingår i släktet Dixa och familjen u-myggor. Inga underarter finns listade i Catalogue of Life.